# En-metena
En-metena (ou En-temena) fut l'un des derniers grands princes de la première dynastie de Lagash, ayant régné vers 2404-2375 av. J.-C. Fils d'Akurgal, il succéda à son oncle Eannatum sur le trône de cette puissante cité-État sumérienne.

## Contexte familial et accession au pouvoir
En-metena appartenait à la dynastie fondée par Ur-Nanshe, qui avait établi la domination de Lagash sur une grande partie du sud mésopotamien. Son père Akurgal, frère d'Eannatum, semble avoir exercé un rôle administratif important sans accéder au pouvoir suprême. Lorsqu'En-metena monta sur le trône, il hérita d'un royaume affaibli par les conflits incessants avec les cités voisines, notamment Umma.

## Politique extérieure et diplomatie
Face au conflit séculaire de frontière qui opposait Lagash et Umma, l'éphémère victoire de son oncle Eannatum n'avait pas suffi à ramener la paix durable. Soucieux d'assurer la stabilité de son royaume, En-metena privilégia la diplomatie aux affrontements armés. Cette approche novatrice lui permit d'établir avec le roi d'Uruk un « traité de fraternité », matérialisé par une clause d'accord gravée sur le célèbre « clou de fondation d'En-metena ».
Le souverain parvint également à négocier un accord frontalier avec Lugal-kinishe-dudu d'Uruk, marquant une étape importante dans la résolution des disputes territoriales qui empoisonnaient les relations entre cités sumériennes.

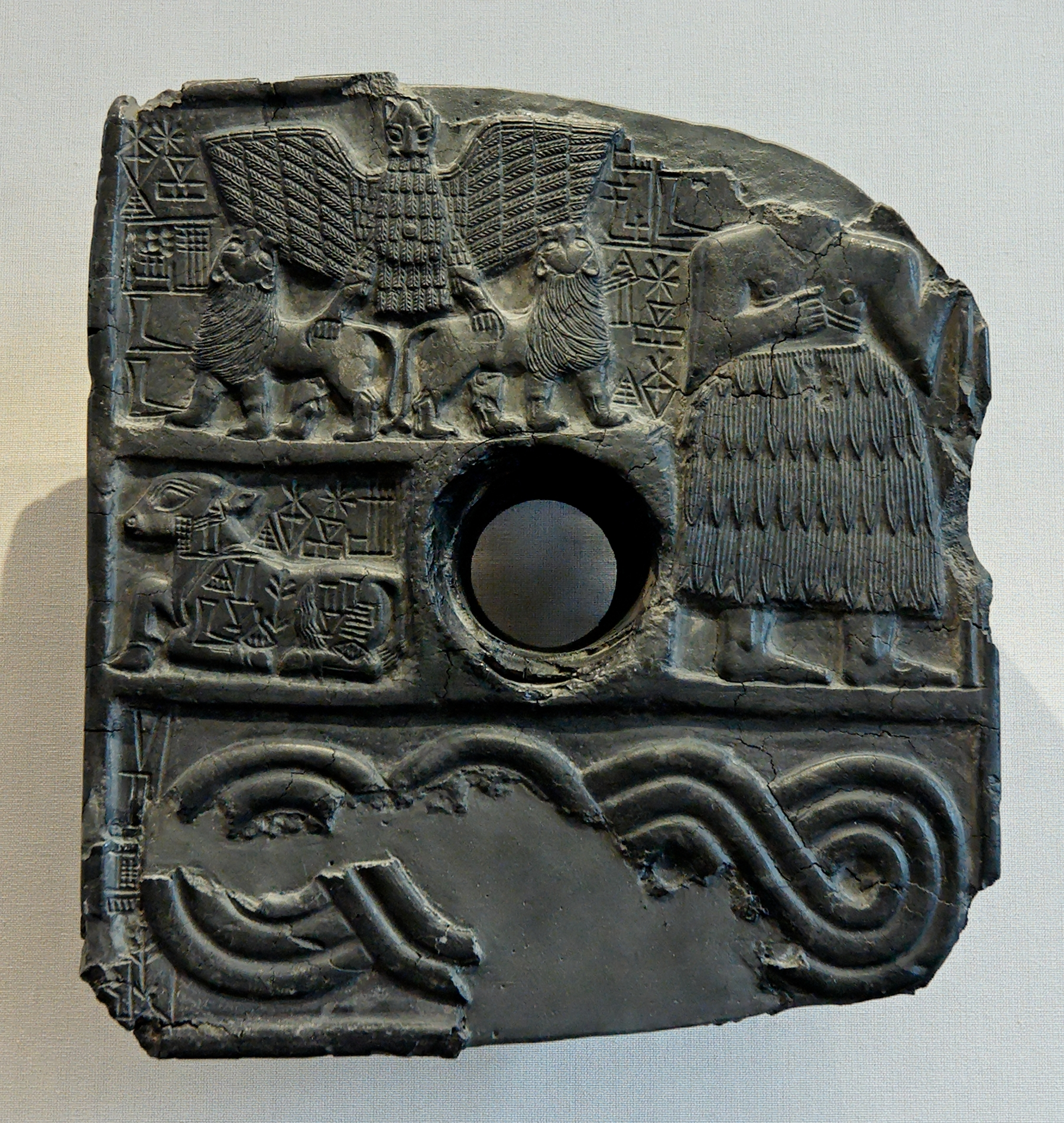
Bas-relief votif de Dudu, prêtre de Ningirsu, au temps du roi En-metena de Lagash. Schiste bitumineux, v. -2400 Découvert à Tello, ancienne cité de Girsu. Photographie prise en 2006 au musée du Louvre en France.

## Réalisations administratives et architecturales
En-metena se distingua par d'importantes réformes administratives qui renforcèrent l'organisation de son royaume. Il développa un système bureaucratique efficace, dont témoignent les nombreuses tablettes cunéiformes retrouvées dans les archives de Lagash. Le souverain supervisa également d'ambitieux projets d'infrastructure hydraulique, essentiels à la prospérité agricole de sa région.
Ses réalisations architecturales incluent la restauration de plusieurs temples et la construction de nouveaux édifices publics. Il fit notamment creuser le canal Lummagirnunta, ouvrage d'envergure qui améliora considérablement l'irrigation des terres cultivables et consolida l'économie du royaume.

## Politique religieuse et relations avec le clergé
Parallèlement à ses activités diplomatiques et administratives, le prince manifesta une piété exemplaire envers Ningirsu, divinité tutélaire de Girsu. Ses dédicaces religieuses témoignent d'une attention particulière portée au clergé : fait remarquable pour l'époque, l'une d'elles mentionne explicitement Dudu, membre du haut clergé qui semble avoir exercé une influence considérable dans la cité.
En-metena entretint des relations privilégiées avec les sanctuaires de son royaume, multipliant les offrandes et les restaurations. Cette politique religieuse active lui assura le soutien du puissant clergé sumérien et légitima son autorité auprès de ses sujets. Parmi les offrandes déposées dans le temple, subsiste un somptueux vase d'argent et de cuivre, chef-d'œuvre de l'orfèvrerie sumérienne qui illustre la richesse et le raffinement artistique du règne.

## Héritage et succession
Le règne d'En-metena marqua l'apogée de la première dynastie de Lagash avant son déclin progressif. Il fut remplacé par son fils Enannatum II, puis par Enentarzi, qui ne purent maintenir la stabilité politique établie par leur prédécesseur. L'œuvre diplomatique d'En-metena, bien qu'innovante, ne survécut pas aux ambitions territoriales renouvelées des cités rivales.
Les inscriptions royales d'En-metena constituent aujourd'hui une source précieuse pour la compréhension de l'organisation politique et sociale de Sumer au XXIVe siècle av. J.-C., témoignant de l'émergence précoce de pratiques diplomatiques sophistiquées dans l'ancien Proche-Orient.